# Вуоннемит
Вуоннемит — минерал, обнаруженный впервые в мире в 1973 году в Юбилейной залежи на горе Карнасурт в Ловозерском массиве, Кольский полуостров, Россия.

## Свойства
Цвет светло-жёлтый переходящий в лимонно-жёлтый, зеленоватый жёлтый, светло-розовый. Сингония триклинная. Блеск стеклянный или жирный. Формула — Na11Ti4 + Nb2(Si2O7)2(PO4)2O3F. Легко гидратируются под действием гидротермальных растворов

## Местонахождения
- Кольский полуостров, Россия.

## Происхождение названия
Вуоннемит назван по его местонахождению.